# Distorsión cognitiva
Una distorsión cognitiva, en las terapias cognitivo-conductuales como la TC y la TREC, es una forma de error (disfunción o inconsistencia) en el procesamiento de información. Las distorsiones cognitivas desempeñan un papel predominante en la psicopatología al producir la perturbación emocional.

## Historia
La primera enumeración fue dada por Albert Ellis y fue ampliado por Aaron T. Beck, aunque anteriormente otros autores, como Karen Horney, habían identificado algunos de los fenómenos implicados en lo que ahora se denomina distorsiones cognitivas.[cita requerida]

## Definición
En el modelo A-B-C (Acontecimiento - Beliefs (creencias) - Consecuencias conductuales o emocionales) de Ellis, las distorsiones cognitivas serían las que determinan las creencias maladaptativas que producirían la perturbación. Se ha relacionado estas distorsiones con las falacias lógicas; en todo caso, son una falla en el manejo de los procesos de información, y por tanto, se vincula a la racionalidad y a alteraciones del pensamiento crítico.[cita requerida] Aprender (y enseñar) a refutar estas distorsiones y sus consecuentes pensamientos negativos, se conoce como reestructuración cognitiva.
Estas percepciones y pensamientos distorsionados que realiza el sujeto acerca de sí mismo, del mundo y del futuro, lo llevan a desarrollar estados de ánimo disfuncionales como: fobias, depresión, problemas de autoestima, obsesividad, etcétera.
McKay lo define como instrumentos de la voz crítica, los medios por los que actúa, las armas que la crítica dirige contra la autoestima. Las distorsiones cognitivas son fallas del pensamiento que el ser humano utiliza constantemente para interpretar la realidad de forma irreal. Están basadas en procesos emocionales en vez de racionales. Pueden basarse en creencias irreales firmes, pero las distorsiones no son ellas mismas creencias sino hábitos de pensar.

## Identificación y corrección
Un terapeuta cognitivo le muestra al paciente que su percepción del mundo en un determinado momento es sólo una de las posibles formas de percibir ese mismo mundo, y ciertamente no la más enriquecedora. Luego, el terapeuta ayuda al paciente a desarrollar pensamientos alternativos y formas alternativas de plantearse frente a la situación que le resulta problemática en el mundo real. El terapeuta ayuda al paciente a aprender a cuestionarse estos modelos del mundo del paciente y le ayuda a descubrir soluciones a sus problemas que no estaban en su modelo, y así el paciente ve que no es que «no existieran» soluciones, sino que sólo él no las había visto.[cita requerida]
Las distorsiones cognitivas se presentan, la mayor parte de las veces, en forma de pensamientos automáticos que reúnen las siguientes características:
1. Son mensajes específicos y discretos.
2. A menudo parecen taquigrafiados, compuestos por unas pocas y esenciales palabras o una imagen visual breve.
3. Los pensamientos automáticos, no importa lo irracionales que sean, casi siempre son creídos.
4. Se viven como espontáneos; se introducen de golpe en la mente.
5. A menudo se expresan en términos de “habría de, tendría que o debería”.
6. Tienden a dramatizar y catastrofizar.
7. Son relativamente idiosincráticos; en iguales situaciones pueden generar diferentes emociones y pensamientos.
8. Son difíciles de desviar.
9. Son aprendidos.

Enmarcado en cada marco teórico, las distorsiones cognitivas pueden entenderse como pensamientos disfuncionales, pensamientos negativos automáticos o como creencias irracionales.

## Lista de distorsiones cognitivas
Enlaces a temas relacionados con la lógica entre paréntesis
1. Pensamiento polarizado o dicotómico (todo o nada) - Interpretar los eventos y personas en términos absolutos, sin tener en cuenta los grados intermedios, evidenciado en el uso de términos como «siempre», «nunca», «todos», cuando su uso no está justificado por los acontecimientos propiamente. (Véase Falso dilema)
2. Sobregeneralización - Tomar casos aislados y generalizar una conclusión válida para todo. (Véase Generalización apresurada)
3. Abstracción selectiva o Filtro mental - Enfocarse exclusivamente en ciertos aspectos, usualmente negativos y perturbantes, de un evento, hecho, circunstancia o persona con exclusión de otras características.
4. Descalificar lo positivo - Continuamente desconsiderar experiencias positivas, por razones arbitrarias.
5. Sacar conclusiones precipitadas - Asumir algo negativo cuando no hay apoyo empírico para ello (Véase Relación espuria). Dos subtipos han sido identificados:
  - Lectura de pensamiento - Presuponer o adivinar las intenciones, actitudes o pensamientos de otros.
  - Adivinación - Predecir o «profetizar» el resultado de eventos antes de que sucedan.
6. Proyección - proyectar en el otro pensamientos, sentimientos que no son aceptados como propios porque generan angustia o ansiedad.
7. Magnificación y Minimización - Subestimar y sobreestimar la manera de ser de eventos o personas. Los subtipos identificados son:
  - Catastrofización o Visión catastrófica - Imaginar, especular y rumiar el peor resultado posible, sin importar lo improbable de su ocurrencia, o pensar que la situación es insoportable o imposible de tolerar, cuando en realidad es incómoda (o muy incómoda) o inconveniente (esto se relaciona con la baja tolerancia a la frustración, cuya importancia psicopatológica ha sido ampliamente investigada por Albert Ellis).
  - Negación: tendencia a negar problemas, debilidades o errores; es la distorsión opuesta al catastrofismo.
  - Negativismo: se magnifican los sucesos o aspectos negativos, y son obviados o desvalorizados los positivos; es una forma de abstracción selectiva; es característico del negativismo la realización de presagios catastrofistas.
8. Razonamiento emocional - Formular argumentos basados en cómo se «siente» en lugar de la realidad objetiva (Véase también Argumentum ad consequentiam)
9. Debeísmo o «Deberías» - Concentrarse en lo que uno piensa que «debería» ser en lugar de ver las cosas como son, y tener reglas rígidas que se piensa que deberían aplicarse sin importar el contexto situacional (Véase Pensamiento deseado). Las exigencias se extienden a sí mismo, a los otros o a la vida en general.
10. Etiquetado - Relacionada con la sobregeneralización, consiste en asignar etiquetas globales a algo o alguien en vez de describir la conducta observada objetivamente. La etiqueta asignada por lo común es en términos absolutos, inalterables o bien con fuertes connotaciones prejuiciosas.
11. Personalización (psicología) - También conocida como falsa atribución, consiste en asumir que uno mismo u otros han causado cosas directamente, cuando muy posiblemente no haya sido el caso en realidad. Cuando se aplica a uno mismo puede producir ansiedad y culpa, y aplicado a otros produce enojo exacerbado y ansiedad de persecución.
12. Culpabilidad: culpabilizar a los demás de los problemas propios, o por el contrario culparse a sí mismo de los problemas ajenos (complejo de mártir).
13. Sesgo confirmatorio: tendencia a sesgar la realidad, tanto en percepción como en valoración, para que encajen con ideas preconcebidas.
14. Falacias:
  - Falacia de control: presuponer que se tiene que tener un control y una responsabilidad excesiva sobre lo que ocurre a su alrededor, con cierto sentimiento de omnipotencia; o por el contrario puede verse como incompetente e impotente en grado extremo para manejar los propios problemas, o sentirse externamente controlada por otros o por las circunstancias.
  - Falacia de justicia: enjuiciar como injusto aquello no coincidente con los deseos, necesidades, creencias y expectativas personales. Consiste en una visión de la vida con normas y criterios estrictos donde otras opiniones o alternativas se descartan. Hans Kelsen decía: «La Justicia es un mero ideal irracional».
  - Falacia de cambio: presuponer que la felicidad de uno depende exclusivamente de los actos y conductas de los demás o de las circunstancias externas; exige cierta condicionalidad; se espera que la actitud de cambio venga de los demás, en vez de responsabilizarse de sí mismos.
  - Falacia de razón: presuponer ser poseedores de la verdad absoluta obviando opiniones ajenas; creen que sus opiniones y acciones son las correctas y válidas e intentarán continuamente demostrarlo a sí mismos o a los demás con argumentos elaborados pero falaces; no toleran equivocarse y harán todo lo posible para evitarlo.
  - Falacia de recompensa divina: se espera que en un futuro los problemas mejoren por sí solos sin tomar una actitud proactiva; o que seremos recompensados de alguna forma.[7][8][9]

### Ejemplos de distorsiones cognitivas
Las siguientes son formas de distorsiones cognitivas o creencias irracionales tal como han sido estudiadas por Ellis y Beck (terapias cognitivo-conductuales o TCC), y posteriormente por los teóricos de la programación neurolingüística (PNL).
- Nadie me quiere (generalización excesiva)
- Me va mal con las mujeres (generalización)
- Soy tonto (etiquetado)
- Sé que se están riendo de mí (leer el pensamiento, personalización)
- Yo no le gusto a ella (leer el pensamiento)
- Me va a ir mal en este examen (adivinar el futuro)
- Soy un imbécil inservible (catastrofismo, generalización excesiva, etiquetado)
- Tengo este problema y no he podido resolverlo a pesar de intentarlo varias veces, así que no tiene solución (saltar a conclusiones, pensamiento «todo o nada»)
- Nada me resultará bien en la vida (tremendismo, generalización excesiva, adivinar el futuro)
- A alguien no le gusta mi trabajo, por tanto, seguramente a la mayoría de mis compañeros no les gusta mi trabajo (pensamiento «todo o nada», leer el pensamiento, generalización)
- Siento que no puedo con esto, por tanto, no puedo (razonamiento emocional, generalización)
- Ella «me hace» enojar (TCC: Falsa atribución / PNL: mala formación semántica de causa-efecto: darle a otros el poder sobre las emociones de uno)
- Ellos me bajan la autoestima (TCC: Falsa atribución / PNL: mala formación semántica de causa-efecto: darle a otros el poder sobre la autoestima de uno)
- «No puedo…» (TCC: saltar a conclusiones / PNL: operador modal de posibilidad)
- Esto siempre ha sido así, por tanto, siempre será así (TCC: adivinar el futuro, indefensión / PNL: cerrar el mundo)
- No puedo salir con chicas bellas (TCC: saltar a conclusiones / PNL: autolimitación del mundo, operador modal de posibilidad —«Voy a asumir que no puedo salir con chicas bellas»)

Naturalmente, todos estos ejemplos son simplificaciones que no se pueden extrapolar al juicio sobre el pensamiento de un individuo sin conocer su situación real y su personalidad. De otro modo estaríamos ante la paradoja de que la categorización de las distorsiones cognitivas es a su vez una distorsión cognitiva.